# Charles Krauthammer
Irving Charles Krauthammer (13 de marzo de 1950-21 de junio de 2018) fue un comentarista político estadounidense.

## Biografía
Mientras estaba en su primer año estudiando en la Escuela de Medicina de Harvard, Krauthammer quedó paralizado permanentemente desde el cuello hacia abajo después de un accidente en un trampolín que cortó su médula espinal a la altura del C5. Después de pasar 14 meses recuperándose en un hospital, regresó a la escuela de medicina y se graduó para convertirse en psiquiatra involucrado en la creación de la tercera edición del Manual diagnóstico y estadístico de los trastornos mentales en 1980.
En la década de 1980, Krauthammer se embarcó en una carrera como columnista y comentarista político. En 1985, comenzó a escribir un editorial semanal para The Washington Post. Fue panelista semanal en el programa de noticias de PBS Inside Washington desde 1990 hasta que dejó de producir en diciembre de 2013. Krauthammer había sido editor colaborador de The Weekly Standard, colaborador de Fox News y panelista nocturno en el programa de Fox News Special Report with Bret Baier. Krauthammer recibió aclamaciones por sus escritos sobre política exterior, entre otros asuntos.
En agosto de 2017, a Krauthammer le extirparon un tumor canceroso de su abdomen. Debido a su batalla contra el cáncer, Krauthammer dejó de escribir su columna y se desempeñó como colaborador de Fox News. Se pensó que la cirugía había sido exitosa; sin embargo, el 8 de junio de 2018, Krauthammer anunció que su cáncer había regresado y que los médicos le habían dado solo unas semanas para vivir. Murió trece días después de cáncer de intestino delgado el 21 de junio, a los 68 años.